# Красавка (Аткарский район)
Краса́вка — железнодорожный разъезд (населённый пункт) в Аткарском районе Саратовской области России. Входит в состав Барановского муниципального образования.

## География
Разъезд находится в центральной части района, в пределах Приволжской возвышенности, в степной зоне, вблизи места слияния рек Медведица и Большой Колышлей, на расстоянии примерно 3 км (по прямой) к востоку от города Аткарск, административного центра района. Абсолютная высота — 163 м над уровнем моря.
Климат
Климат характеризуется как умеренно континентальный с холодной малоснежной зимой и жарким сухим летом. Средняя многолетняя температура самого холодного месяца (января) составляет −12,3°С, температура самого тёплого (июля) 21,1°С. Среднегодовое количество атмосферных осадков — 400 мм.
Часовой пояс
Железнодорожный разъезд Красавка, как и вся Саратовская область, находится в часовой зоне МСК+1. Смещение применяемого времени относительно UTC составляет +4:00.

## Население
| 2010 |
| ---- |
| 39   |

Гендерный состав
По данным Всероссийской переписи населения 2010 года, в гендерной структуре населения мужчины составляли 53,8 %, женщины — соответственно 46,2 %.
Национальный состав
Согласно результатам переписи 2002 года, в национальной структуре населения русские составляли 88 % из 52 чел.

## Улицы
Уличная сеть разъезда состоит из одной улицы (ул. Железнодорожная).